# Trifurcula hamirella
Trifurcula hamirella là một loài bướm đêm thuộc họ Nepticulidae. Nó được tìm thấy ở từ bán đảo Iberia đến Hy Lạp và Algérie.
Ấu trùng ăn các loài thực vật Calamintha nepeta, Calamintha nepeta glandulosa, Calamintha sylvatica và Micromeria.